# Contre-la-montre masculin des juniors aux championnats du monde de cyclisme sur route 2014
Navigation
Florence 2013 Richmond 2015
Le contre-la-montre masculin des juniors aux championnats du monde de cyclisme sur route 2014 a eu lieu le 23 septembre 2014 à Ponferrada, en Espagne. L'épreuve est réservée aux coureurs nés en 1996 et 1997.
Le titre a été remporté par l'Allemand Lennard Kämna qui s'impose respectivement devant l'Américain Adrien Costa et l'Australien Michael Storer.

## Système de sélection
Toutes les fédérations nationales peuvent inscrire 4 coureurs dont 2 partants. En plus de ce nombre le tenant du titre et les champions continentaux actuels peuvent être ajoutés aux quotas. Le tenant du titre, le Belge Igor Decraene est décédé le 30 août 2014, quelques jours avant les mondiaux.
| Champion                   | Coureur        | Pays           | Note                   |
| -------------------------- | -------------- | -------------- | ---------------------- |
| Champion du monde en titre | Igor Decraene  | Belgique       | Décédé le 30 août 2014 |
| Champion d'Afrique         | Ivan Venter    | Afrique du Sud |                        |
| Champion panaméricain      | Jaime Restrepo | Colombie       |                        |
| Champion d'Asie            | Kim Ji-hun     | Corée du Sud   |                        |
| Champion d'Europe          | Lennard Kämna  | Allemagne      |                        |
| Champion d'Océanie         | Michael Storer | Australie      |                        |

## Parcours
Le tracé de la course est de 29,50 kilomètres. Il s'agit du même parcours que l'épreuve élite féminine. La course commence et se termine à Ponferrada et passe par La Martina, Posada del Bierzo et Carracedelo.
Le dénivelé total sur le parcours est de 172 mètres avec quelques collines dans les 15 derniers kilomètres pour une inclinaison maximale de 7%.

## Programme
Les horaires sont ceux de l'heure normale d'Europe centrale (UTC+1)
| Date              | Horaire         |                         |
| ----------------- | --------------- | ----------------------- |
| 23 septembre 2014 | 10 h 00-12 h 40 | Contre-la-montre junior |
| 23 septembre 2014 | 13 h 00         | Cérémonie               |

## Primes
L'UCI attribue un total de 1 380 € aux trois premiers de l'épreuve.
| Position | 1er   | 2e    | 3e    | Total   |
| Montant  | 767 € | 383 € | 230 € | 1 380 € |

## Classement
|                           | Coureur              | Pays              |    | Temps          |
| ------------------------- | -------------------- | ----------------- | -- | -------------- |
| Médaille d'or, monde      | Lennard Kämna        | Allemagne         | en | 36 min 13 s 49 |
| Médaille d'argent, monde  | Adrien Costa         | États-Unis        | +  | 44 s 66        |
| Médaille de bronze, monde | Michael Storer       | Australie         |    | 58 s 11        |
| 4                         | Filippo Ganna        | Italie            |    | 1 min 5 s 94   |
| 5                         | Zeke Mostov          | États-Unis        |    | 1 min 19 s 13  |
| 6                         | Tom Wirtgen          | Luxembourg        |    | 1 min 29 s 86  |
| 7                         | Sven Reutter         | Allemagne         |    | 1 min 34 s 27  |
| 8                         | Michael O'Loughlin   | Irlande           |    | 1 min 42 s 81  |
| 9                         | Jaime Restrepo       | Colombie          |    | 1 min 43 s 89  |
| 10                        | Matthew Gibson       | Grande-Bretagne   |    | 1 min 46 s 81  |
| 11                        | Jan Tschernoster     | Allemagne         |    | 1 min 47,53 s  |
| 12                        | Niklas Larsen        | Danemark          |    | 1 min 51,55 s  |
| 13                        | Mikołaj Gutek        | Pologne           |    | 1 min 58,45 s  |
| 14                        | Corentin Ermenault   | France            |    | 2 min 01,63 s  |
| 15                        | Tobias Foss          | Norvège           |    | 2 min 01,77 s  |
| 16                        | Mark Padun           | Ukraine           |    | 2 min 10,57 s  |
| 17                        | Szymon Sajnok        | Pologne           |    | 2 min 17,32 s  |
| 18                        | Nikolai Ilichev      | Russie            |    | 2 min 21,66 s  |
| 19                        | Gino Mäder           | Suisse            |    | 2 min 22,71 s  |
| 20                        | Senne Leysen         | Belgique          |    | 2 min 22,99 s  |
| 21                        | Edoardo Affini       | Italie            |    | 2 min 34,67 s  |
| 22                        | Vitaliy Novakovskyi  | Ukraine           |    | 2 min 36,20 s  |
| 23                        | Alisher Zhumakan     | Kazakhstan        |    | 2 min 37,00 s  |
| 24                        | Martin Palm          | Belgique          |    | 2 min 45,51 s  |
| 25                        | Jérémy Defaye        | France            |    | 2 min 46,05 s  |
| 26                        | Anders Hardahl       | Danemark          |    | 2 min 55,93 s  |
| 27                        | Anton Ivashkin       | Biélorussie       |    | 2 min 56,25 s  |
| 28                        | Gustav Basson        | Afrique du Sud    |    | 2 min 56,35 s  |
| 29                        | Hampus Anderberg     | Suède             |    | 2 min 56,92 s  |
| 30                        | Ivo Oliveira         | Portugal          |    | 3 min 00,96 s  |
| 31                        | Izidor Penko         | Slovénie          |    | 3 min 03,41 s  |
| 32                        | Adrián Jaramillo     | Équateur          |    | 3 min 03,54 s  |
| 33                        | Erlend Blikra        | Norvège           |    | 3 min 07,45 s  |
| 34                        | Mark Downey          | Irlande           |    | 3 min 09,49 s  |
| 35                        | Martin Schäppi       | Suisse            |    | 3 min 10,48 s  |
| 36                        | Andrej Petrovski     | Macédoine du Nord |    | 3 min 27,13 s  |
| 37                        | Daniel Martínez      | Colombie          |    | 3 min 27,46 s  |
| 38                        | Yuriy Natarov        | Kazakhstan        |    | 3 min 28,71 s  |
| 39                        | Kevin Geniets        | Luxembourg        |    | 3 min 30,05 s  |
| 40                        | Ilya Volkau          | Biélorussie       |    | 3 min 30,94 s  |
| 41                        | Onur Balkan          | Turquie           |    | 3 min 34,33 s  |
| 42                        | Facundo Crisafulli   | Argentine         |    | 3 min 35,36 s  |
| 43                        | Petr Rikunov         | Russie            |    | 3 min 36,42 s  |
| 44                        | Ivan Venter          | Afrique du Sud    |    | 3 min 36,84 s  |
| 45                        | Tiago Antunes        | Portugal          |    | 3 min 38,71 s  |
| 46                        | Gustaf Andersson     | Suède             |    | 3 min 40,94 s  |
| 47                        | Pier-André Côté      | Canada            |    | 3 min 41,33 s  |
| 48                        | Andre Gohr           | Brésil            |    | 3 min 44,80 s  |
| 49                        | Jon Božič            | Slovénie          |    | 3 min 50,26 s  |
| 50                        | Ekke-Kaur Vosman     | Estonie           |    | 3 min 54,03 s  |
| 51                        | Alihan Demirbağ      | Turquie           |    | 3 min 55,35 s  |
| 52                        | David Zverko         | Slovaquie         |    | 3 min 57,09 s  |
| 53                        | Diego López          | Espagne           |    | 4 min 00,15 s  |
| 54                        | Islam Mansouri       | Algérie           |    | 4 min 15,59 s  |
| 55                        | Xavier Cañellas      | Espagne           |    | 4 min 18,54 s  |
| 56                        | Keigo Kusaba         | Japon             |    | 4 min 24,98 s  |
| 57                        | Norman Vahtra        | Estonie           |    | 4 min 34,99 s  |
| 58                        | Abderrahim Zahiri    | Maroc             |    | 4 min 48,48 s  |
| 59                        | El Mehdi Chokri      | Maroc             |    | 4 min 52,87 s  |
| 60                        | Emil Dima            | Roumanie          |    | 5 min 19,51 s  |
| 61                        | Zoheir Benyoub       | Algérie           |    | 5 min 21,21 s  |
| 62                        | Brian Carro          | Uruguay           |    | 5 min 23,26 s  |
| 63                        | Roman Shukurov       | Ouzbékistan       |    | 5 min 30,31 s  |
| 64                        | Elgün Alizada        | Azerbaïdjan       |    | 5 min 40,09 s  |
| 65                        | Dávid Karl           | Hongrie           |    | 6 min 16,39 s  |
| 66                        | Kanan Gahramanli     | Azerbaïdjan       |    | 6 min 46,04 s  |
| 67                        | Ayman Elsayed Imam   | Égypte            |    | 7 min 07,40 s  |
| 68                        | Mohamed Eleiwa Helal | Égypte            |    | 7 min 35,12 s  |
| 69                        | Ulugbek Saidov       | Ouzbékistan       |    | 8 min 38,99 s  |